# Камбарова, Диляра Курбановна
Диляра Курбановна Камбарова (26 февраля 1935) — советский и российский нейрофизиолог. Доктор медицинских наук, профессор, сотрудник Института эволюционной физиологии и биохимии имени И. М. Сеченова РАН, а также Института экспериментальной медицины, отдела нейрофизиологии человека. Лауреат Государственной премии СССР (1985).
Училась в 1-й Ленинградском медицинском институте им. И. П. Павлова (окончила в 1960 году).
Автор многочисленных научных публикаций, патентов. Круг научных интересов: нервная деятельность человека, заболевания головного мозга, нейробиология.
Потомственный врач в третьем поколении, династию медиков продолжают дочь, сын и внук Диляра Курбановны.